# Paddle (controle)

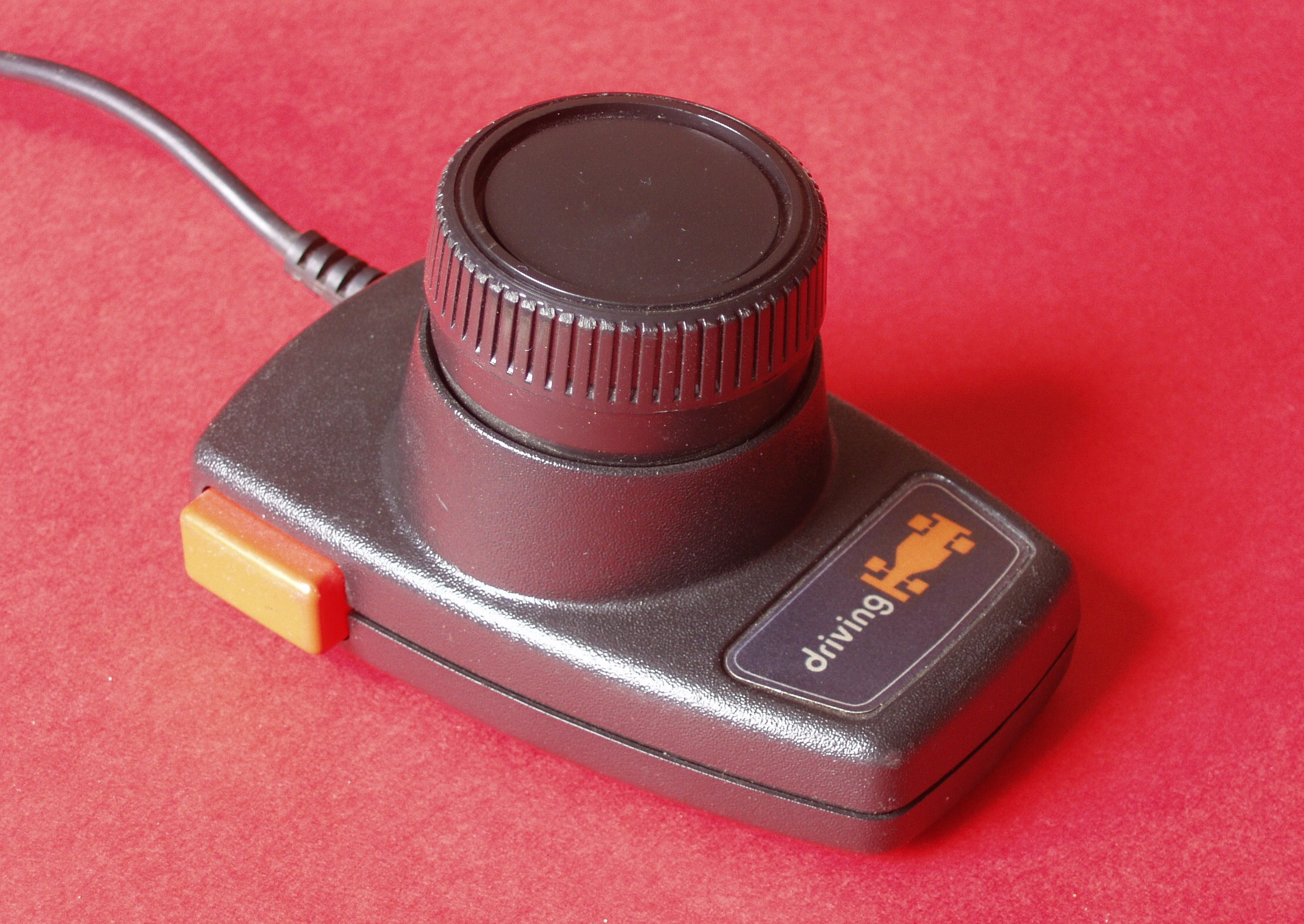
Atari Driving Controller, exemplo de controle paddle.

Paddle é um Controlador de jogo que possui uma roda e um ou mais botões de ação. A roda é usada normalmente para controlar o movimento do jogador ou um objeto em um eixo da tela. Paddles foram os primeiros controladores analógicos. Por serem menos sofisticados que os joysticks - pois só permitem a movimentação ao longo dos eixos, girando um botão - caíram em desuso quando os jogos passaram a se diversificar do estilo de Pong.

## História
O nome paddle deve-se precisamente ao jogo clássico Pong. Em inglês, as raquetes de ping-pong chamam-se paddles. Os controladores necessários para se jogar o Pong tinham uma placa colada com a palavra Paddle. É necessário ressaltar que no jogo só era necessário mover a personagem do jogo para um lado e para o outro utilizando os botões rotativos. Usavam-se os outros botões apenas para bater na bola. 
Assim, os paddles clássicos surgiram ainda nos anos 1970 com os primeiros consoles de jogos Atari. Como os jogos modernos exigem um comando muito mais complexo do que aquele que os paddles podem oferecer, eles se tornaram obsoletos. Além disso, o modo como são construídos os paddles fazem com que eles sejam vulneráveis ao acúmulo de poeira, o que acaba afetando o funcionamento do sensor que faz a conversão do movimento rotativo.

## Jogos que Utilizam o Paddle
- Magnavox Odyssey - Como seus jogos eram muito simples, seu controle era do tipo paddle. Serviu de inspiração para Nolan Bushnell na criação do arcade Pong e de sua versão caseira, o Home Pong.
- Atari - Pong, Breakout, Night Driver, Warlords
- Master System - Alex Kidd BMX Trial, Woody Pop, Galactic Protector